# Desa Tanjungrasa (administrativ by i Indonesien, lat -6,35, long 107,75)
Desa Tanjungrasa är en administrativ by i Indonesien.   Den ligger i provinsen Jawa Barat, i den västra delen av landet, 100 km öster om huvudstaden Jakarta.